# SN 2005cs
SN 2005cs是2005年6月28日由一位加拿大天文爱好者发现的II型超新星，位于猎犬座的星系涡状星系（M51）。SN 2005cs在发现后的最高视星等 < 13.5。